# Морено, Патрисия
Патри́сия Море́но (исп. Patricia Moreno, род. 7 января 1988) — испанская спортивная гимнастка.
На Олимпийских играх 2004 года в Афинах сначала (17 августа) в составе женской сборной Испании заняла пятое место в командных соревнованиях, а потом (23 августа, когда прошли прошли финалы в отдельных видах многоборья) завоевала бронзовую медаль в вольных упражнениях.